# Jim White (Sänger)

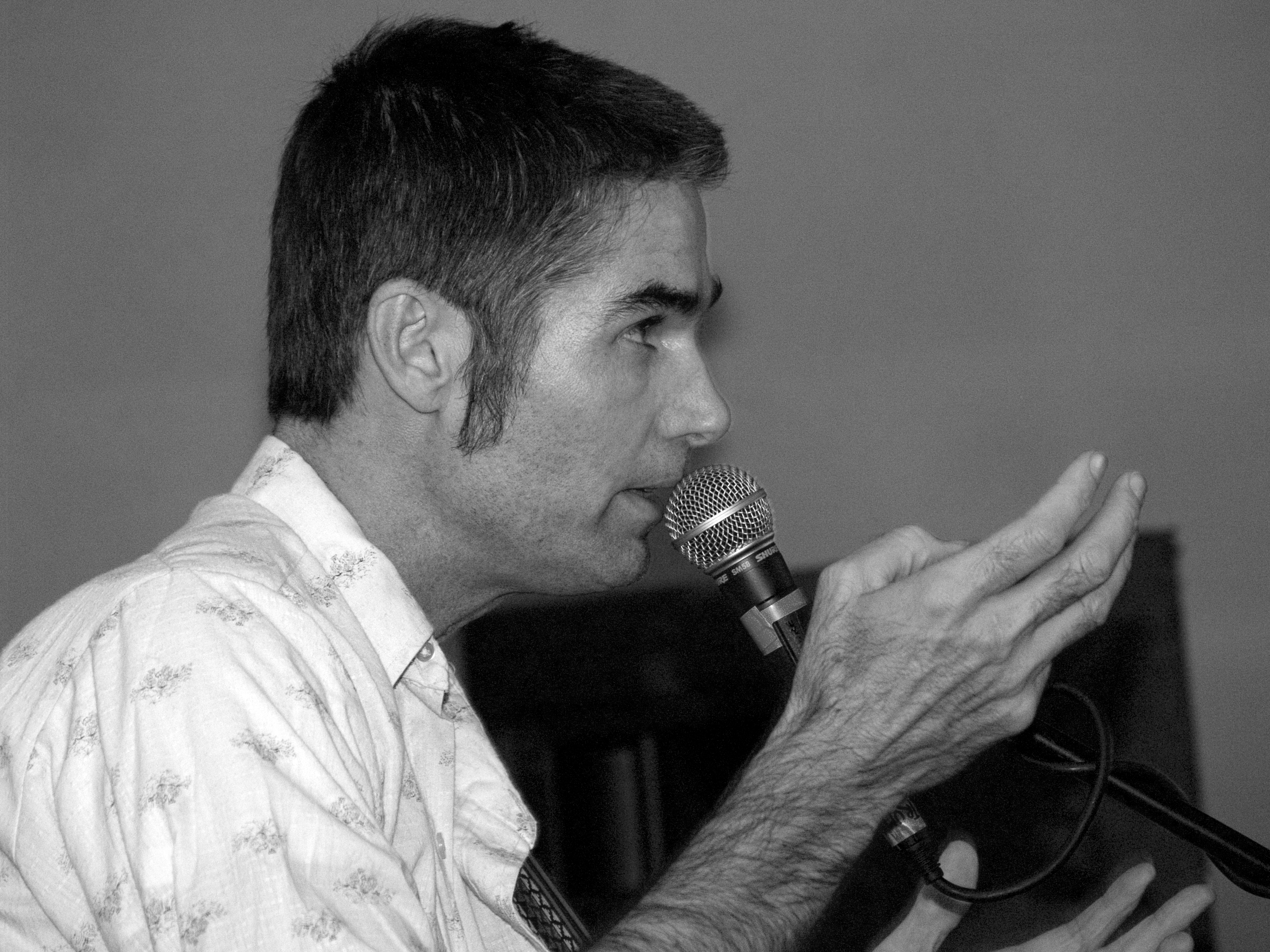
Jim White

Jim White (* 10. März 1957) ist ein US-amerikanischer Singer-Songwriter. Stilistisch wird er der Literatursparte Southern Gothic und dem Musikgenre Alternative Country zugeordnet.

## Leben und Wirken
Der ursprünglich in Kalifornien geborene White wuchs in Pensacola (Florida) auf. Vor seiner Musikerkarriere hat White als professioneller Surfer und als Model gearbeitet.
Nach seinem Debütalbum Searching for the Wrong-Eyed Jesus (1997) wurde ein Dokumentarfilm der BBC benannt, in dem White seine Sichtweise auf die ländlichen Südstaaten der USA darlegt. In dem Film treten auch ähnlich gesinnte Künstler wie Handsome Family, David Eugene Edwards von 16 Horsepower und Johnny Dowd auf.

## Diskografie
Alben
- 1997: (Mysterious Tale of How I Shouted) Wrong-Eyed Jesus
- 2001: No Such Place
- 2004: Drill a Hole in That Substrate and Tell Me What You See
- 2006: Chainsaw Of Life – mit Johnny Dowd als Band Hellwood
- 2007: Transnormal Skiperoo
- 2012: Where It Hits You
- 2017: Waffles, Triangles & Jesus
- 2020: Smart Ass Reply

EPs
- 1997: Gimme 5

DVD
- 2004: Searching for the Wrong-Eyed Jesus (BBC)